# شيلا هورسدال
شيلا هورسدال (بالإنجليزية: Chelah Horsdal)‏ (و. 1973  م) هي عارضة، وممثلة أفلام كندية، ولدت في فانكوفر.
.

## وصلات خارجية
- شيلا هورسدال على موقع IMDb (الإنجليزية)
- شيلا هورسدال على موقع ألو سيني (الفرنسية)
- شيلا هورسدال على موقع أول موفي (الإنجليزية)
- شيلا هورسدال على موقع قاعدة بيانات الأفلام السويدية (السويدية)
- شيلا هورسدال على موقع قاعدة بيانات الفيلم (الإنجليزية)
- شيلا هورسدال على موقع كينوبويسك (الروسية)